# Kataba I
Kataba I je obec v arrondissementu Kataba v regionu Ziguinchor v Senegalu.

## Geografie
Obec Kataba I se nachází v oblasti Casamance.

## Obyvatelstvo
V roce 2002 žilo v obci Kataba I 303 obyvatel.